# Брестишко бранище
Брестишко бранище е защитена местност в България. Намира се в землището на село Тодорово, област Плевен.
Защитената местност е с площ 20,0 ha. Обявена е на 13 март 1978 г. с цел опазване на уязвими съобщества – вековна дъбова гора.
В защитената местност се забраняват:
- да се секат, кастрят и повреждат дърветата, както и да се късат или изкореняват всякакви растения;
- пашата на домашни животни;
- преследването на диви животни и вземане на техните малки или яйцата им, както и разрушаване на гнездата и леговищата им;
- разкриването на кариери, провеждането на минно-геоложки и други дейности, с които се повреждат или изменят както естествения облик на местността, така и на водния и режим;
- воденето на сечи, освен санитарни;
- извършването на каквото и да е строителство, освен в случаите, когато такова е предвидено в устройствения проект на защитената територия.[1]